# بناتو-توبی
بناتو-توبی (به لاتین: Benato-Toby) یک منطقهٔ مسکونی در ماداگاسکار است که در بتروکا واقع شده‌است. بناتو-توبی ۹٬۰۰۰ نفر جمعیت دارد و ۸۲۴ متر بالاتر از سطح دریا واقع شده‌است.